# Nordul Marii Câmpii
Nordul Marii Câmpii (maghiară Észak-Alföld) este o regiune a Ungariei.